# 馬歇爾 (北達科他州)
馬歇爾（英語：Marshall）是位於美國北達科他州鄧恩縣的非建制地區。

## 歷史
馬歇爾的郵局自1901年營運至今。

## 地理
馬歇爾所處的海拔為高於海平面604米（即1982英呎），而該地所採用的時區為UTC-7，即北美山地时区（MST）。同時該地設有夏令時間，為UTC-7調快一小時，即UTC-6（MDT）。